# Thijsje Oenema
Thijsje Oenema (* 6. Juni 1988 in Heerenveen) ist eine auf die Kurzstrecken spezialisierte niederländische Eisschnellläuferin.
Oenema debütierte 2008 im Weltcup. Gleich im ersten Jahr konnte sie den zweiten Platz im Gesamtweltcup über 100 m belegen. 2010 startete sie bei den Olympischen Winterspielen in Vancouver und belegte dort über 500 m einen 15. Platz. Nach einem 10. Platz im Sprintvierkampf bei der Sprint WM 2012 in Calgary verpasste sie 2013 nur knapp die Bronzemedaille und belegte den 4. Platz im Sprintvierkampf in Salt Lake City. Ihren bisher größten Erfolg erreichte sie mit der Bronzemedaille über 2 × 500 m bei der Einzelstrecken-WM 2012 in Heerenveen.